# 铜尾尖嘴蜂鸟
铜尾尖嘴蜂鸟（学名：Chalcostigma heteropogon）是雨燕目蜂鸟科的一种鸟类。
铜尾尖嘴蜂鸟体重约6.1克，翼长约70.7毫米，嘴峰长约15.8毫米，喙宽度约1.5毫米，喙厚度约1.6毫米，跗蹠长约6.2毫米，尾长约58.2毫米。铜尾尖嘴蜂鸟在其分布区内为留鸟，其栖息在开放的草原环境中，食性为草食性，主要食物来源是植物的花蜜。
铜尾尖嘴蜂鸟分布于哥伦比亚东北部至委内瑞拉极西部的帕拉莫地区。该物种是单型物种，没有亚种分化。